# Aixe-sur-Vienne
Aixe-sur-Vienne – miejscowość i gmina we Francji, w regionie Nowa Akwitania, w departamencie Haute-Vienne. W 2013 roku populacja ówczesnej gminy wynosiła 5791 mieszkańców. 

## Miejscowości partnerskie
- Großhabersdorf
- Święciechowa